# Lista de fusões e aquisições pelo GPA

O logotipo da empresa, usado a partir da sua renomeação de Grupo Pão de Açúcar para apenas GPA em 2013.

GPA é uma empresa de comércio varejista brasileira, criada em 1948 por Valentim Diniz a partir da inauguração da Doceira Pão de Açúcar, que mais tarde se tornaria uma das maiores redes de supermercado do Brasil. A empresa é controlada pela francesa Grupo Casino, que comprou parte das ações do GPA em 1999. Abílio Diniz, filho primogênito de Valentim, controlava o grupo desde a década de 1990 até 2012, quando saiu da empresa após discordâncias com o Grupo Casino.
O grupo se expandiu através de aquisições, sendo mais notórias a compra da rede de supermercados Barateiro, em 1999, da loja de eletrônicos Pontofrio, em 2009, e da fusão desta última com uma de suas maiores concorrentes, a Casas Bahia, também em 2009, sendo que a partir desta fusão se deu origem a sua subsidiária Via Varejo e em 2019 o GPA vendeu as ações da empresa.

## Aquisições
| Número | Data de aquisição     | Empresa                 | Indústria                                                             | Valor (BRL)        | Ref(s).              |
| ------ | --------------------- | ----------------------- | --------------------------------------------------------------------- | ------------------ | -------------------- |
| 1      | 1965                  | Sirva-Se                | Supermercados                                                         | —                  | —                    |
| 2      | 1976                  | Eletroradiobraz         | Loja de eletrônicos e eletrodomésticos, hipermercados e supermercados | —                  | —                    |
| 3      | 1978                  | Móveis Bartira          | Fabricante de móveis                                                  | —                  | —                    |
| 4      | 1978                  | Mercantil               | Supermercados                                                         | —                  | —                    |
| 5      | 1978                  | Peg-Pag                 | Supermercados                                                         | —                  | —                    |
| 6      | 1978                  | Superbom                | Supermercados                                                         | —                  | —                    |
| 7      | 1980                  | Bazar 13                | Lojas                                                                 | —                  | —                    |
| 8      | 1980                  | Morita                  | Lojas                                                                 | —                  | —                    |
| 9      | 1992                  | Casas Buri              | Lojas                                                                 | —                  | —                    |
| 10     | 1997                  | J. H. Santos            | Lojas                                                                 | —                  | —                    |
| 11     | 18 de maio de 1998    | Barateiro Supermercados | Supermercados                                                         | —                  | [ 1 ]                |
| 12     | 18 de janeiro de 1999 | Peralta Supermercados   | Hipermercados e supermercados                                         | —                  | [ 2 ]                |
| 13     | 24 de julho de 2000   | Lojas Disapel           | Loja de eletrônicos, eletrodomésticos e móveis                        | R$ 12,1 milhões    | [ 3 ]                |
| 14     | 2001                  | Supermercados ABC       | Supermercados                                                         | —                  | [ 4 ]                |
| 15     | 1 de julho de 2002    | Sé Supermercados        | Supermercados                                                         | R$ 250,578 milhões | [ 5 ]                |
| 16     | 2003                  | Sendas                  | Supermercados                                                         | —                  | —                    |
| 17     | 5 de novembro de 2007 | Assaí Atacadista        | Atacado                                                               | R$ 383 milhões     | [ 6 ] [ 7 ]          |
| 18     | 8 de junho de 2009    | Pontofrio               | Loja de eletrônicos, eletrodomésticos e móveis                        | R$ 824,5 milhões   | [ 8 ] [ 9 ]          |
| 19     | 4 de dezembro de 2009 | Casas Bahia             | Loja de eletrônicos, eletrodomésticos e móveis                        | R$ 1,35 bilhão     | [ 10 ] [ 11 ] [ 12 ] |

## Desinvestimentos
| Número | Data da venda       | Empresa                  | Indústria                                                                                               | Valor (BRL)      | Notas | Ref(s). |
| ------ | ------------------- | ------------------------ | --- | ---------------- | --- | ------- |
| 1      | 1987                | Sandiz                   | Lojas                                                                                                   | —                | Vendida para a Susa, empreendimento formado pelo empresário Victor Malzoni e pelo grupo holandês Vendex | —       |
| 2      | 23 de julho de 1996 | Pão de Açúcar (Portugal) | Supermercados                                                                                           | —                | Vendida para a rede francesa Auchan | [ 13 ]  |
| 3      | 23 de julho de 1996 | Jumbo (Portugal)         | Hipermercados                                                                                           | —                | Vendida para a rede francesa Auchan | [ 13 ]  |
| 4      | 14 de junho de 2019 | Via Varejo               | Grupo varejista de eletrônicos, eletrodomésticos e móveis (detentora das redes Casas Bahia e Pontofrio) | R$ 217,5 milhões | Vendida para a família Klein, que passou a deter a maioria de suas ações da companhia, enquanto os demais investidores também passaram a deter a minoria das ações da Via Varejo | [ 14 ]  |
| 5      | 1 de março de 2021  | Assaí Atacadista         | Atacado                                                                                                 | —                | Depois da cisão com o GPA, o Assaí Atacadista passou a abrir suas ações na bolsa. Inicialmente era controlado pelo Grupo Casino, hoje é uma empresa independente. Em 15 de outubro de 2021, o Assaí comprou as 71 lojas do Extra no formato de hipermercado passando apenas a rede focar em supermercado junto com o Pão de Açúcar. | [ 15 ]  |